# 玛丽亚埃伦娜
玛丽亚埃伦娜是巴西巴拉那州的一个市镇。总面积486.234平方公里，总人口6145人，人口密度12.6人/平方公里。